# Quarta Guerra Civil Romana
La Quarta Guerra Civil Romana, també coneguda com la Guerra entre Antoni i Octavi (32 aC-30 aC) fou la darrera guerra civil de la República Romana i va enfrontar Cleòpatra i Marc Antoni contra Octavi August. Després que el Senat romà declarés la guerra a Cleòpatra, la reina d'Egipte, el seu amant Marc Antoni va aliar-se amb ella en contra del govern romà. Posteriorment a la decisiva victòria d'Octavi a la batalla d'Àccium, tots dos es retiraren a Egipte, on s'acabarien suïcidant.
El final d'aquesta guerra marca l'ascensió d'Octavi com el primer emperador romà amb el nom d'August i l'inici d'un inusual període de pau a Europa conegut com la Pax romana.